# カピル・デヴ
カピル・デヴ・ラム・ラル・ニクハンジ（英: Kapil Dev Ram Lal Nikhanj、1959年1月6日 - ）は、インド・チャンディーガル出身の元プロクリケット選手。元インド代表。ポジションはオールラウンダー。
クリケットの歴史の中でも世界屈指のバッツマンであり、サチン・テンドルカール、スニール・ガヴァスカール、ヴィラット・コーリなどと並びインドを代表する選手である。プライベートジェットを所有している。